# Short Message System Relayed Conversation
Short Message System Relayed Conversation (SMSRC) eller, sms-chat är ett sätt att via mobiltelefon chatta med hjälp av SMS.